# Capucina patula
Capucina patula är en kackerlacksart som först beskrevs av Walker, F. 1871.  Capucina patula ingår i släktet Capucina och familjen jättekackerlackor. Inga underarter finns listade.